# Lolo (película de 2015)
Lolo es una comedia francesa dirigida por Julie Delpy y estrenada en 2015.

## Argumento
Violette es una mujer parisina de 45 años, divorciada, nerviosa e hipocondríaca, en medio de una vorágine como su profesión, la alta costura en la capital francesa. Vive sola con su hijo Lolo, un joven artista veinteañero con quien tiene una relación muy estrecha. Sus distintas tentativas para encontrar una pareja no son más que fracasos. Mientras se encuentra en Biarritz, una noche conoce a Jean-René, un informático con aspecto de hombre provinciano e ingenuo. La relación entre ambos se estrecha y parece más seria a medida que pasan unas vacaciones juntos. Cuando Jean-René marcha a instalarse en París por razones profesionales, conoce a Lolo, que lo acoge con una aparente aquiescencia. Sin embargo, cuando Jean-René se instala en casa de Violette, las relaciones entre Jean-René y Lolo toman un giro radical. Jean-René, que está a punto de entregar su novedoso software a un importante banco local, un software que acelera las transacciones bursátiles a alta frecuencia, ve cómo su trabajo ha sido aparentemente pirateado, lo que le aleja de un futuro prometedor.

## Reparto
- Vincent Lacoste: Lolo
- Julie Delpy: Violette
- Dany Boon: Jean-René
- Karin Viard: Ariana
- Antoine Lounguine: Lulu
- Christophe Vandevelde: Gérard
- Elija Larnicol: Élisabeth
- Christophe Pato: Patrick
- Nicolas Wanczycki: el médico del hospital.
- China Moses: la maquilladora de Kabuki
- Karl Lagerfeld: él mismo
- Frédéric Beigbeder: él mismo
- Baptiste Giabiconi: él mismo
- Ramzy Bédia: el hombre del Aston Martin.
- Charlie Nune: la compañera del hombre del Aston Martin.
- Bertrand Burgalat: el médico.
- Michaël Darmon: el periodista de iTélé.
- Georges Corraface: Sirkis, el amante griego de Ariana.
- Albert Delpy (no sale en los créditos): un visitante del museo.

## Rodaje
Algunas escenas han sido rodadas en los estudios de la Ciudad del Cine de Luc Besson, en Saint-Denis.

## Críticas
La web Les Inrockuptibles dan un parecer más bien positivo, aunque bastante neutro. Sin embargo, revistas como L'Express o El Obs titulan: Un fracàs, y hacen comentarios muy críticos. Le dan una nota de cero estrellas sobre cuatro y precisan que este largometraje mezcla demasiados personajes. Le Figaro es todavía más virulento en su crítica. Le Monde, a través de Isabelle Regnier, da una nota por debajo de la media, como Clément Ghys en Libération, que observa que este largometraje aburre, mientras que Isabelle Danel, de la revista Première, da una nota de dos sobre cuatro. Finalmente, en la web AlloCiné, condensando a 24 críticos de prensa, saca una nota global de tres estrellas sobre cinco. A pesar de todo, las entradas la primera semana fueron buenas y la película consigue finalmente más de 900.000 espectadores (906.840 exactamente), lo que la convirtió en el mayor éxito de Julie Delpy como directora.